# George Garbutt
George Garbutt (18. června 1903 Winnipeg – 27. září 1967 Winnipeg) byl kanadský lední hokejista.
Na Zimních olympijských hrách 1932 v Lake Placid získal s kanadskou reprezentací zlatou medaili.